# 井上礼之
井上 礼之（いのうえ のりゆき、1935年3月17日 - ）は、日本の実業家。ダイキン工業代表取締役会長兼社長を経て、同社取締役会長兼グローバルグループ代表執行役員、関西フィルハーモニー管弦楽団理事長。ダイキン工業で1994年の社長就任時に3千億円台だった売上高を4兆円超に育てた。

## 人物・経歴
京都市生まれ。同志社中学校・高等学校を経て、1957年同志社大学経済学部卒業、大阪金属工業（現ダイキン工業）入社、淀川製作所総務部配属。人事部長等を経て、1979年取締役に昇格。1985年常務取締役。1989年専務取締役。
1994年から代表取締役社長を務め、経営危機にあったダイキン工業を世界トップクラスの空調機メーカーに成長させ、同社中興の祖とされる。1995年、代表取締役会長兼社長。1996年、代表取締役社長。2002年、代表取締役会長兼CEO。
2014年 取締役会長兼グローバルグループ代表執行役員。関西電力取締役、阪急阪神ホールディングス取締役、ダイキン工業現代美術振興財団理事長、関西フィルハーモニー管弦楽団理事長、日本産業機械工業会運営幹事なども歴任。
2019年、旭日重光章受章。